# 切爾拉克區

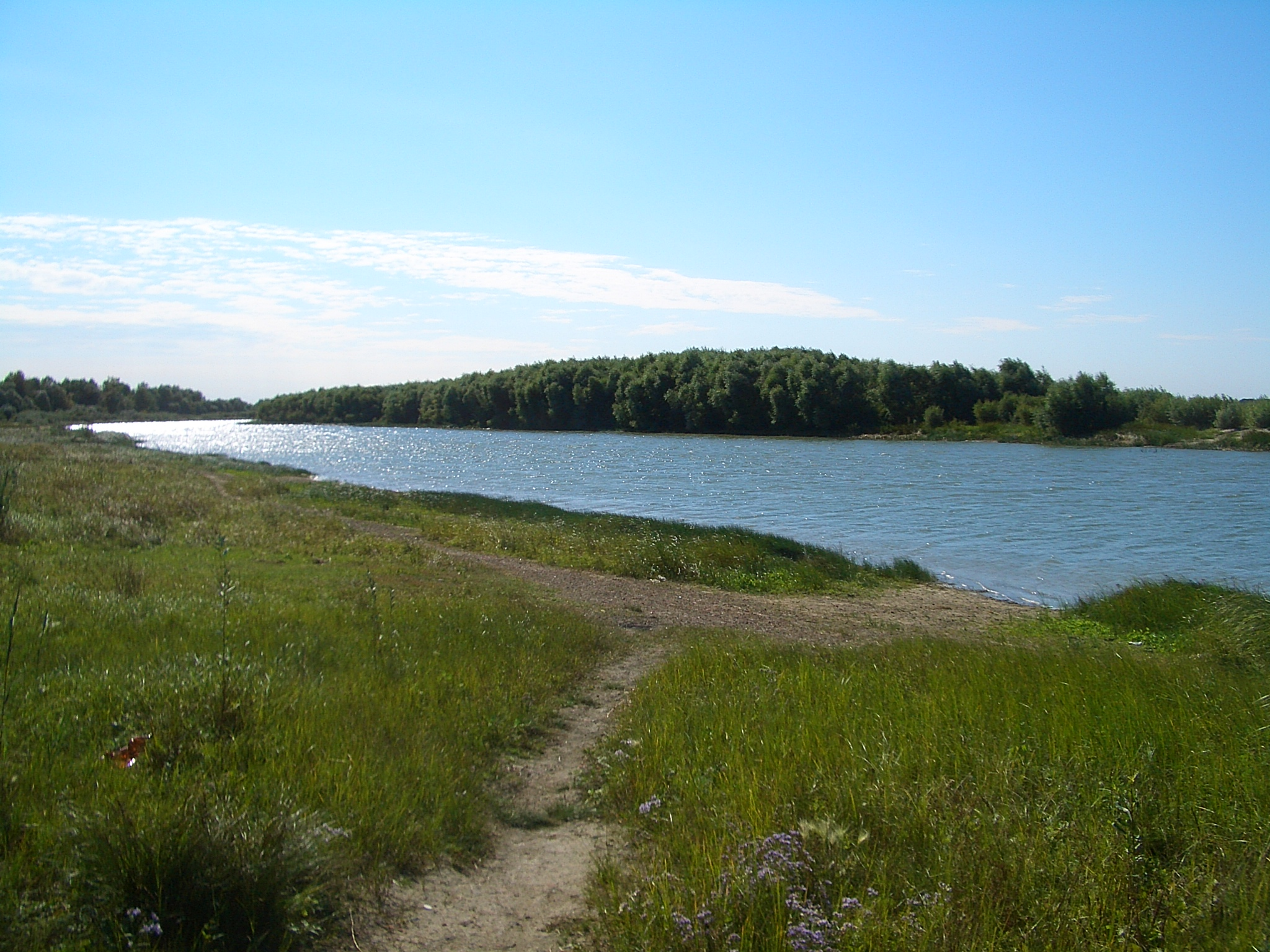

54°10′15″N 74°46′00″E / 54.17083°N 74.76667°E
切爾拉克區（俄语：Черлакский район），是俄羅斯的一個區，位於該國西南部，由鄂木斯克州負責管轄，面積4,200平方公里，2010年人口30,344，人口密度每平方公里7.22人。